# Der Freitag nach dem Freitag nach dem Sonntag
Der Freitag nach dem Freitag nach dem Sonntag ist ein Roman von Clare Sambrook über das spurlose Verschwinden eines Kindes und die Folgen dieses Ereignisses für die Familie.
Der Roman erschien in englischer Sprache 2005 unter dem Titel Hide & Seek bei Canongate Books Ltd., Edinburgh. Die Übersetzung ins Deutsche von Anna Radermacher kam 2007 mit der ISBN 9783499240898 im Rowohlt Taschenbuch Verlag heraus; die zweite Auflage dieser Ausgabe wurde im November 2011 veröffentlicht. Ein Hörbuch mit Dieter Gring als Erzähler erschien bei Lagato mit der ISBN 9783938956113.

## Inhalt
Bei einem Schulausflug von London aus in ein Legoland werden die Kinder ausnahmsweise nicht von dem pflichtbewussten, aber verhassten Direktor, sondern vom lustigsten Lehrer der Mandela-Schule begleitet, „der so relaxed war, dass er sich nicht die Mühe machte, im Bus durchzuzählen.“ Prompt geht vor der Heimfahrt ein Schüler verloren. Dass das Kind nicht im Bus ist, wird erst bemerkt, nachdem das Fahrzeug etliche Kilometer gefahren ist. Panik bricht aus, bis sich herausstellt, dass der Junge von seiner Tante abgeholt wurde, die in der Nähe des Freizeitparks wohnt. Erleichtert gestattet der Lehrer daraufhin den Schülern, an einer Raststätte noch einmal eine kurze Pause zu machen. Erst bei der Ankunft in London wird bemerkt, dass der fünfjährige Daniel Pickles nach diesem Aufenthalt offenbar nicht wieder in den Bus gestiegen ist. Sein älterer Bruder Harry, etwas über neun Jahre alt, aus dessen Perspektive die Geschehnisse erzählt werden, beginnt sich bereits schuldig zu fühlen, als er mit seinem Vater auf der Suche nach Daniel zu der Raststätte zurückfährt und später von der Polizei befragt wird. In den folgenden Wochen und Monaten, in denen seine Eltern an dem Verlust Daniels zu zerbrechen drohen und Harrys Nöte kaum wahrnehmen, verschlimmert sich seine Situation immer mehr. Nur der frisch angeheiratete Onkel Otis, ein schwarzer Feuerwehrmann, ist ihm eine gewisse Hilfe, doch er kann nicht ständig präsent sein. 
Schließlich trennen sich die Eltern für einige Zeit. Harry bleibt bei seiner Mutter zurück, die den Alltag nicht mehr bewältigen kann. Nach wie vor von Schuldgefühlen getrieben, gerät er unter den Einfluss eines vernachlässigten Klassenkameraden, der seine Gewaltphantasien auslebt, indem er Harry auf Rachefeldzüge gegen vermeintlich am Verlust Daniels schuldige Erwachsene schickt. Dabei kommen zwei Männer nur durch Zufall nicht zu Schaden: Zum einen gelingt es Harry nicht, den Gärtner der Familie seines Schulfreundes in einem Schuppen einzuschließen und diesen anzuzünden, zum anderen scheitert er beim Versuch einen Mann, der dem Busfahrer ähnelt, während des Notting Hill Carnival mit einem Messer anzugreifen, da ein Erwachsener eingreift und den Angriff verhindert.
Auch die Mutter, die ihren Sohn mit der Aussage schockiert hat, Harry allein sei nicht genug, begeht eine kriminelle Tat: Eines Tages muss Harry feststellen, dass sich die kleine Familie wieder um ein Kind vergrößert hat. Er nennt den Säugling, der laut Aussage seiner Mutter ein Geheimnis bleiben muss, „Little Boy“. Als er sich jedoch, weil seine Mutter unter dem Einfluss eines Medikamentencocktails bewusstlos geworden ist, um das schreiende Kind kümmern muss und ihm die Windel auszieht, muss er feststellen, dass das Baby gar keinen Penis hat. Otis, der mit den Notfalleinsatzkräften in der Unterkunft der Familie eingetroffen ist, kann Harry schließlich davon überzeugen, dass „Little Boy“ nicht, wie Harry zunächst angenommen hat, von einem Unbekannten dieses Körperteils beraubt worden ist und auch nicht sein jüngeres Geschwisterchen ist, sondern ein von Mrs. Pickles entführtes kleines Mädchen, das seinen leiblichen Eltern zurückgegeben werden muss. Mrs. Pickles wird in eine Klinik eingewiesen, überlebt die Vergiftung und wird psychiatrisch behandelt. Sehr viel später kann sie entlassen werden und wieder mit ihrem Erstgeborenen zusammenleben. Durch die Therapie ist sie so weit stabilisiert, dass sie das Alltagsleben bewältigen kann. Harry hat mittlerweile von seiner Tante Joan, Otis’ Frau, erfahren, dass er nicht der einzige Mensch ist, der unter dem Verlust eines anderen leidet: „Überall auf der Welt? Stimmte das? In Italien und Japan und Pakistan und Wakkatoo, überall auf der Welt suchten Jungs wie ich nach dem Daniel, den sie verloren hatten? Sahen ihn und sahen ihn doch nicht? Das half ein bisschen, ich fühlte mich nicht mehr so allein. Eher wie einer von vielen Spurs-Fans. Oder als würde ich zur selben Zeit Fisch essen wie Sol. Oder als wäre ich ein Boxer. Ich, Otis, Pa und Muhammad Ali.“
Von Daniel hört die Familie nie wieder etwas.

## Kritiken
Terence Rafferty befasste sich in einer Rezension in der New York Times vor allem mit der Perspektive, aus der die Geschehnisse erzählt sind, und lobte Sambrooks Verzicht auf billige Effekthaschereien. Mit dem Ende des Romans war er nicht ganz zufrieden: „HIDE & SEEK makes a slight swerve toward the blandly therapeutic at the end, and that’s disappointing, but until then Sambrook keeps the tone of her sad story light and dry and unsentimental, and her delight in Harry’s exuberantly selfish voice seems genuine.“ Natasha Tripney bemängelte unter anderem, dass Sambrooks Darstellung der Lebensumstände im gehobenen Londoner Wohnviertel Holland Park unrealistisch ausgefallen sei, und sah keinen tieferen Sinn in der Einführung der Figur Biffo. Biffo ist zunächst eine Phantasiegestalt Daniels, ein unsichtbarer Freund und Begleiter, der in der Familie achselzuckend geduldet wird wie der ständig wiederholte Wunsch des kleinen Jungen nach einem Fernseher, den seine Eltern offenbar aus Prinzip nicht anschaffen wollen. Nach Daniels Verschwinden beginnt Harry Kommentare und Ratschläge Biffos zu hören und ihm auch zu antworten. Tripney konnte sich nur vorstellen, dass dieses Motiv im Roman verwendet wird, um Harrys Abwendung von der Realität unter dem Einfluss seiner emotionalen Verunsicherung darzustellen, und konstatierte: „[...] it doesn’t really work.“ Marc Haddon habe, so Tripney, einen ähnlichen Stoff in seinem Curious Incident of the Dog in the Night Time besser gemeistert.
Für Dietmar Hefendehl ist Der Freitag nach dem Freitag nach dem Sonntag „schlichtweg ein brillanter Roman“: „Wir nehmen die Welt aus der Perspektive eines Kindes im Schockzustand war und spüren selbst den Schock. Der Roman ist zuweilen unglaublich traurig [...] Man will wissen, wie es weitergeht, leidet mit und wird von der Autorin auch nicht mit dem Schmerz alleingelassen, auf tieftraurige Passagen folgen höchst komische Episoden.“ Auch Manfred Orlick hebt die beiden Seiten der Erzählung hervor: Es sei, so schreibt er, „der Autorin gelungen, das schwierige Thema des Verschwindens eines Kindes in einer äußerst lesenswerten Geschichte zu erzählen. In einer ergreifenden Sichtweise“ schildere sie, „wie die Eltern in ihrem ausweglosen Kummer jeglichen Realitätssinn verlieren und nicht bemerken, wie sich ihr anderes Kind immer mehr von ihnen entfremdet.“ Die Kinderperspektive, aus der erzählt wird, erlaube den Aufbau einer unglaublichen Spannung zwischen ständiger Angst und Hoffnung. „Trotz dieser schrecklichen, ja todtraurigen Begebenheit“ sei das Werk auch „lebensbejahend“, es besitze „humorvolle Passagen und einen wundervollen Schluss.“